# Octobre 1914

## Événements
- Mexique : convention révolutionnaire d’Aguascalientes. Rupture entre constitutionalistes et conventionnalistes.
- Une légion de 8000 volontaires Arméniens est levée par le Bureau national arménien de Tiflis.

- 2 octobre : 
  - Un croiseur britannique bombarde la base allemande de l'île de Yap en Micronésie juste avant le débarquement japonais. C'est le début de la bataille de Micronésie.

- 4 octobre : 
  - Publication en Allemagne du Manifeste des 93 qui montre l'adhésion des intellectuels du Reich à l'Union sacrée.

- 5 octobre :
  - Premier combat aérien de l'histoire.

- 9 octobre :
  - capitulation d'Anvers.

- 10 octobre : 
  - Avènement de Ferdinand Ier de Roumanie.

- 11 octobre :
- Bombardement de Paris et de sa banlieue par des avions

- 14 octobre : 
  - Occupation du Sud de l'Albanie par l'armée grecque.

- 19 octobre :
  - « course à la mer » :  Les Allemands cherchent à atteindre Dunkerque, Boulogne et Calais.

- 29 - 20 novembre : 
  - les Turcs bombardent les côtes russes de la mer Noire.

- 30 octobre : 
  - Occupation de l'Albanie centrale par l'Italie.

- 31 octobre : 
  - Offensive japonaise contre le port allemand de Qingdao en Chine.

## Naissances
- 3 octobre : Pierre Bockel, prêtre catholique, résistant, écrivain, journaliste français et « Juste parmi les nations » († 13 août 1995).
- 4 octobre : Jim Cairns, homme politique australien († 12 octobre 2003).
- 6 octobre :
  - Christian Chambosse, archéologue, préhistorien et spéléologue français († 6 octobre 2004).
  - Thor Heyerdahl, (traversée de l'océan Pacifique sur le Kon Tiki) († 18 avril 2002).
- 8 octobre : Jean-Toussaint Desanti, philosophe français († 20 janvier 2002).
- 16 octobre : Ángel Caffarena, poète et éditeur de poésie espagnol († 25 février 1998).
- 21 octobre : Casimir Świątek, cardinal biélorusse, archevêque émérite de Minsk.
- 22 octobre :
  - Pascual Márquez, matador espagnol († 30 mai 1941).
  - Albert Muis, peintre néerlandais († 24 septembre 1988).
- 26 octobre : Jackie Coogan, enfant-star d'Hollywood, interprète à 8 ans d'Oliver Twist en (1922) († 1984).
- 28 octobre : 
  - Jonas Salk, scientifique américain (vaccin contre la poliomyélite) († 23 juin 1995).
  - Mud Bruneteau, joueur de hockey sur glace († 15 avril 1982).

## Décès
- 6 octobre : Albert de Mun, homme politique français, théoricien du corporatisme chrétien (° 1841).
- 10 octobre :
  - Domenico Ferrata, cardinal italien de la curie romaine (° 4 mars 1847).
  - Gijsbert van Tienhoven, homme politique néerlandais (° 1841).
- 20 octobre : Ismaël Gentz, peintre allemand (° 18 juin 1862).